# Abacetus disjunctus
Abacetus disjunctus es una especie de escarabajo terrestre de la subfamilia Pterostichinae. Fue descrito por Andrewes en 1942.